# Diasnia Simeoni
Diasnia Simeoni (Gemona del Friuli, 16 giugno 1986) è un'ex calciatrice italiana, di ruolo centrocampista.

## Carriera

### Club
Diasnia Simeoni si tessera con il Tavagnacco facendo il suo debutto con la prima squadra, iscritta al campionato di Serie B all'età di 14 anni nel corso della stagione 2000-2001, dove marca 12 presenze nel girone B del campionato e condivide la storica promozione della squadra alla Serie A. Rimane legata alla società per le sette stagioni successive, con la squadra iscritta come Letti Cosatto Tavagnacco fino all'estate 2004, poi sostituito come sponsor principale dal Graphistudio, giocando sempre nella massima serie del campionato italiano femminile di calcio e ottenendo in questo periodo come maggiori risultati la semifinale di Coppa Italia 2005-2006, persa 3-1 con l'Agliana, e il quarto posto nel campionato di Serie A 2007-2008.
Durante il calciomercato estivo 2008 si trasferisce al Trasaghis, società con la quale disputa il campionato di Serie B, rimanendo per due stagioni e marcando complessivamente 40 presenze.
Nell'estate 2010 si trasferisce al Vittorio Veneto, società nella quale termina l'attività agonistica nell'estate 2013 dopo aver conquistato la promozione in Serie A2 alla prima stagione in maglia rossoblu.
Parallelamente all'attività come giocatrice, nel settembre 2012 si accorda con il Futsal Basiliano, neofondata squadra di calcio a 5 che disputa il campionato regionale di C2, entrando nello staff dirigenziale. Dopo aver preso la decisione di sospendere l'attività agonistica nel calcio a 11, nella stagione 2013-2014 assume il ruolo di allenatrice del Nu Evolution C5 Femminile, squadra di calcio a 5 amatoriale che disputa il campionato UISP Friuli-Venezia Giulia, tornando al Futsal Basiliano, sempre come responsabile tecnico della sezione femminile di calcio a 5, dalla stagione successiva.

## Palmarès
- Campionato italiano di Serie B: 1

Tavagnacco: 2000-2001 (secondo livello)
Vittorio Veneto: 2010-2011 (terzo livello)